# Маскевич, Сергей Александрович
Сергей Александрович Маскевич (бел. Сяргей Аляксандравіч Маскевіч; род. 1 августа 1953, дер. Быковка, Щучинский район, Гродненская область, БССР) — белорусский физик и государственный деятель, депутат Палаты представителей Национального собрания, Министр образования Республики Беларусь с 29 декабря 2010 года по 27 декабря 2014 года. Доктор физико-математических наук (1995), профессор.

## Биография
Окончил Гродненский педагогический институт в 1974 году по специальности «физика». Учился в аспирантуре Института биохимии АН БССР. В 1983 году защитил кандидатскую диссертацию по физико-математическим наукам, работал на кафедре общей и теоретической физики. В 1995 году защитил докторскую диссертацию по физико-математическим наукам; в том же году стал проректором ГрГУ по научной работе. В 1997-2005 годах был ректором Гродненского государственного университета имени Янки Купалы. Автор более 250 научных работ по физике молекул и менеджменту в образовании.
Депутат Гродненского областного Совета депутатов 23-го и 24-го созывов. С 2005 года — депутат Палаты представителей Национального собрания Республики Беларусь, где возглавил постоянную комиссию по международным делам и национальной безопасности. Как председатель комиссии, Маскевич неоднократно выступал в СМИ — в частности, по вопросу о признании независимости Абхазии и Южной Осетии.
29 декабря 2010 года был назначен Министром образования Республики Беларусь. 27 декабря 2014 года освобождён от должности. Его место занял Михаил Анатольевич Журавков.
3 сентября 2015 года Сергей Маскевич возглавил 
Международный государственный экологический институт имени А.Д.Сахарова, который вошел в состав Белорусского государственного университета. Соответствующий приказ 31 августа подписал ректор БГУ Сергей Абламейко. 3 апреля 2023 года покинул должность.